# Völkl (Unternehmen)
Völkl ist ein deutscher Hersteller von Wintersportartikeln. 
Als Tochter des Investmentunternehmens Kohlberg & Co. vereint die Marker-Dalbello-Völkl-Gruppe mit Marker und Völkl zwei der Weltmarken des alpinen Wintersports.

## Geschichte
Im Jahr 1884 begann Georg Völkl in Straubing mit der Herstellung von Kutschen, später wurde die Produktion auf Boote und Schlitten ausgeweitet. 
1923 übernahm Franz Völkl die Firma und der Alpinski unter dem Namen Vöstra gebaut. 1952 erfolgte die Übergabe an Franz Völkl jun., und die Serienproduktion wurde aufgenommen. 
Im Jahr 1986 wurde der erste Prototyp eines Snowboards gebaut und 1993 begann die Serienfertigung von Snowboards für die Firmen Santa Cruz, Sims, Nitro Snowboards und Radair. Noch im selben Jahr wurde der erste Breitski Explosiv für das Tiefschneefahren gebaut.
1992 wurde Völkl von den Schweizern Gregor Furrer (der Bruder von Art Furrer) und Hans-Dieter Cleven übernommen, was zu einer späteren Verlagerung des Hauptsitzes in die Schweiz führte – auch aus steuerlichen Gesichtspunkten. Zunächst erfolgte 1997 der Verkauf der ersten eigenen Völkl-Snowboardlinie.
Im Jahr 1999 wurde die neue moderne Fabrikanlage in Straubing (Bayern) eingeweiht und die Völkl Tennis GmbH gegründet. Im Jahr 2000 wurde der 1952 von Hannes Marker (Bundesverdienstordensträger 1. Klasse 1978) gegründete Bindungshersteller Marker erworben und saniert. 
Im Mai 2017 verkaufte der bisherige Eigentümer Newell Brands das Unternehmen an Kohlberg & Co.

## Alpinski
Die aktuell angebotenen Alpinski werden derzeit in fünf Kategorien und Modellen unterteilt:
- Allmountain (PEREGRINE, BLAZE, FLAIR)
- Freeride (KATANA, MANTRA, SECRET, V-WORKS, BLAZE)
- Freestyle (REVOLT)
- Race (Racetiger JR, GS, SL, RC und SRC)
- Touring (BLAZE, RISE)

Das Modell "Racetiger" besteht seit mehr als 50 Jahren, hieß früher "Renntiger" und ist die wesentliche Konstante in der Alpinski-Linie. Der Racetiger ist seit vielen Jahren ein Standardski im Leistungssport. JR steht für Junior, SL oder SC stehen für Slalomcarver, GS für Giant Slalom (Riesenslalom), RC für Racecarver, SRC für Slalom-Racecarver. Die Nummer hinter dieser Abkürzung gibt den Kurvenradius in Meter an.      

## Infos auf den Skiern
Bei Alpinskiern von Völkl ist stets ein seitlicher Aufdruck, der die Länge in Zentimeter (hier 188 und 178) und in der Chargennummer das Herstellungsjahr (hier 2017 und 2019) dokumentiert. 

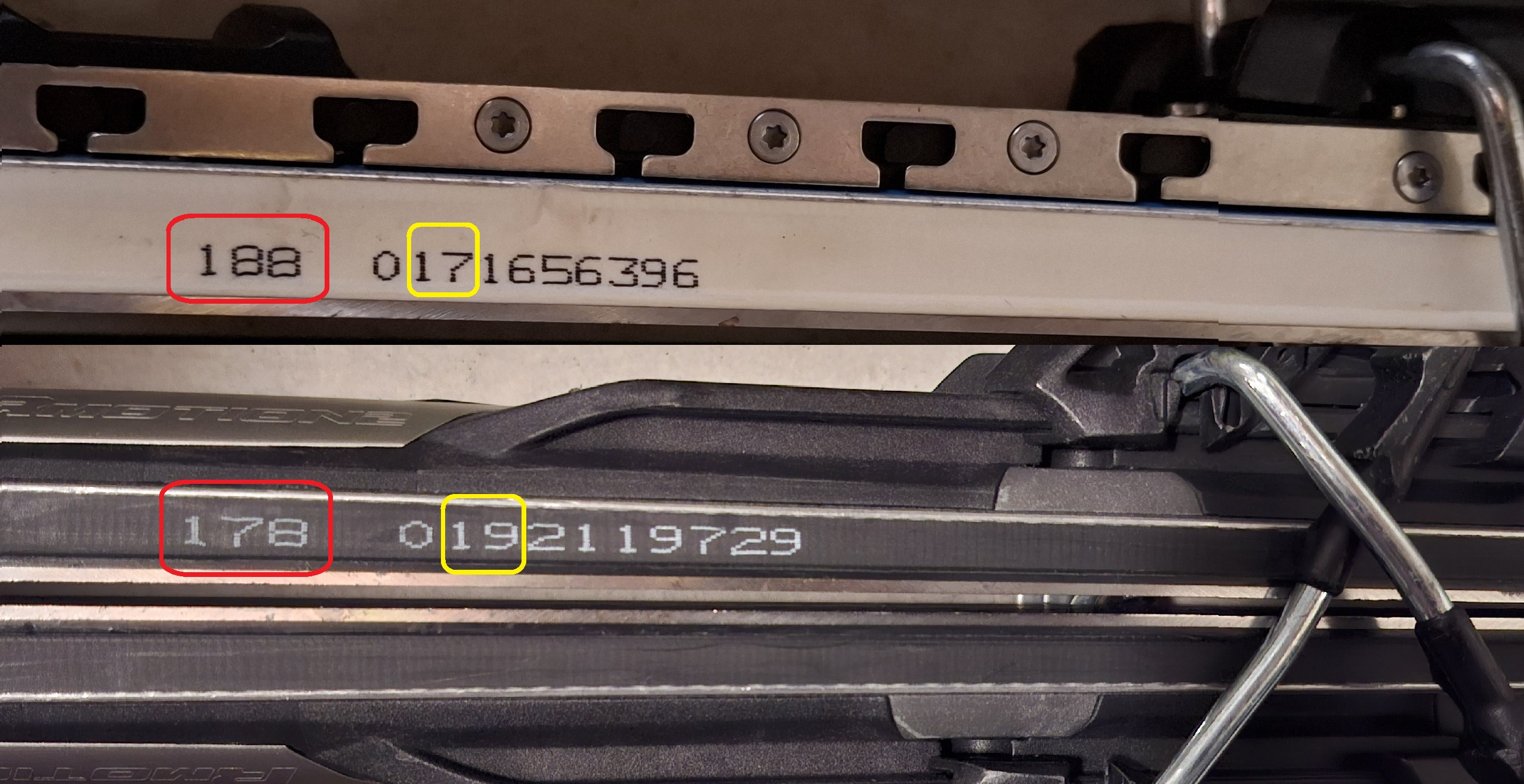
Länge in cm und Herstellungsjahr